# Осеченки
Осе́ченки (на руски: Осеченки) е село в Раменски район, Московска област, Русия. Населението му през 2010 година е 489 души.

## География
Осеченки е разположено в северната част на Раменски район. Намира се на 10 километра северозападно от Раменское. Надморската му височина е 131 метра.

### Климат
Климатът в Осеченки е умереноконтинентален (Dfb по Кьопен) с горещо и сравнително влажно лято и дълга студена зима.